# Bundestagswahlkreis Fürth
Der Wahlkreis Fürth (Wahlkreis 242; bis zur Bundestagswahl 2021 Wahlkreis 243) ist seit 1965 ein Bundestagswahlkreis in Bayern. Er umfasst die kreisfreie Stadt Fürth, den Landkreis Fürth sowie den Landkreis Neustadt an der Aisch-Bad Windsheim ohne die Gemeinden Dachsbach, Gerhardshofen und Uehlfeld. Der Wahlkreis Fürth wurde zur Bundestagswahl 1965 aus Teilen der Vorgängerwahlkreise Nürnberg – Fürth und Erlangen neu gebildet.

## Wahlergebnisse

### Bundestagswahl 2025
Zur Bundestagswahl 2025 am 23. Februar wurden 9 Direktkandidaten und 17 Landeslisten zugelassen. Das Direktmandat gewann Tobias Winkler von der CSU
| Kandidaten                               | Kandidaten                  | Parteien/Listen     | Erststimmen | Erststimmen | Zweitstimmen | Zweitstimmen |
| Kandidaten                               | Kandidaten                  | Parteien/Listen     | Stimmen     | %           | Stimmen      | %            |
| ---------------------------------------- | --------------------------- | ------------------- | ----------- | ----------- | ------------ | ------------ |
|                                          | Tobias Winklergewählt im WK | CSU                 | 77.540      | 37,4        | 71.334       | 34,4         |
|                                          | Carsten Träger              | SPD                 | 36.976      | 17,8        | 29.393       | 14,2         |
|                                          | Kamran Salimi               | GRÜNE               | 22.507      | 10,9        | 25.808       | 12,4         |
|                                          | Daniel Bayer                | FDP                 | 6.095       | 2,9         | 8.087        | 3,9          |
|                                          | Bastian Treuheit            | AfD                 | 38.338      | 18,5        | 39.098       | 18,8         |
|                                          | Andreas Scholz              | FREIE WÄHLER        | 8.042       | 3,9         | 5.950        | 2,9          |
|                                          | Niklas Haupt                | Die Linke           | 12.636      | 6,1         | 14.099       | 6,8          |
|                                          | –                           | dieBasis            | –           | –           | 724          | 0,3          |
|                                          | –                           | Tierschutzpartei    | –           | –           | 1.996        | 1,0          |
|                                          | –                           | Die PARTEI          | –           | –           | 831          | 0,4          |
|                                          | Tristan Billmann            | ÖDP                 | 2.737       | 1,3         | 793          | 0,4          |
|                                          | –                           | BP                  | –           | –           | 186          | 0,1          |
|                                          | Andreas Schmidtell          | Volt                | 2.279       | 1,1         | 1.419        | 0,7          |
|                                          | –                           | PdH                 | –           | –           | 161          | 0,1          |
|                                          | –                           | MLPD                | –           | –           | 61           | 0,0          |
|                                          | –                           | BÜNDNIS DEUTSCHLAND | –           | –           | 201          | 0,1          |
|                                          | –                           | BSW                 | –           | –           | 7.368        | 3,6          |
| Gesamt                                   | Gesamt                      | Gesamt              | 207.150     | 100         | 207.509      | 100          |
|                                          |                             |                     |             |             |              |              |
| Ungültige Stimmen                        | Ungültige Stimmen           | Ungültige Stimmen   | 1.181       | 0,6         | 822          | 0,4          |
| Wähler                                   | Wähler                      | Wähler              | 208.331     | 83,9        | 208.331      | 83,9         |
| Wahlberechtigte                          | Wahlberechtigte             | Wahlberechtigte     | 248.261     |             | 248.261      |              |
|                                          |                             |                     |             |             |              |              |
| Quellen: Die Bundeswahlleiterin, Stimmen |                             |                     |             |             |              |              |

Kursive Direktkandidaten kandidieren nicht für die Landesliste, kursive Parteien treten ohne Landesliste an.

### Bundestagswahl 2021
Zur Bundestagswahl 2021 am 26. September wurden 13 Direktkandidaten und 26 Landeslisten zugelassen. Das Direktmandat gewann Tobias Winkler von der CSU.
| Kandidaten                               | Kandidaten                  | Parteien/Listen      | Erststimmen | Erststimmen | Zweitstimmen | Zweitstimmen |
| Kandidaten                               | Kandidaten                  | Parteien/Listen      | Stimmen     | %           | Stimmen      | %            |
| ---------------------------------------- | --------------------------- | -------------------- | ----------- | ----------- | ------------ | ------------ |
|                                          | Tobias Winklergewählt im WK | CSU                  | 65.876      | 33,5        | 58.976       | 29,9         |
|                                          | Carsten Träger              | SPD                  | 47.153      | 24,0        | 42.329       | 21,5         |
|                                          | Thomas Adolf Klaukien       | AfD                  | 16.858      | 8,6         | 17.692       | 9,0          |
|                                          | Daniel Rene Bayer           | FDP                  | 12.883      | 6,6         | 18.765       | 9,5          |
|                                          | Uwe Kekeritz                | GRÜNE                | 27.111      | 13,8        | 29.778       | 15,1         |
|                                          | Hermann Ruttmann            | DIE LINKE            | 6.221       | 3,2         | 6.946        | 3,5          |
|                                          | Stefan Mielchen             | FREIE WÄHLER         | 10.340      | 5,3         | 9.669        | 4,9          |
|                                          | Klaus John                  | ÖDP                  | 1.685       | 0,9         | 1.002        | 0,5          |
|                                          | -                           | Tierschutzpartei     | –           | –           | 2.463        | 1,3          |
|                                          | Fatimah Brendecke           | BP                   | 507         | 0,3         | 443          | 0,2          |
|                                          | Catalina Sine Walther       | Die PARTEI           | 3.090       | 1,6         | 1.661        | 0,8          |
|                                          | -                           | PIRATEN              | –           | –           | 826          | 0,4          |
|                                          | –                           | NPD                  | –           | –           | 180          | 0,1          |
|                                          | –                           | V-Partei³            | –           | –           | 215          | 0,1          |
|                                          | –                           | Gesundheitsforschung | –           | –           | 238          | 0,1          |
|                                          | -                           | MLPD                 | –           | –           | 43           | 0,0          |
|                                          | –                           | DKP                  | –           | –           | 62           | 0,0          |
|                                          | Katrin Reber                | dieBasis             | 3.750       | 1,9         | 3.369        | 1,7          |
|                                          | –                           | Bündnis C            | –           | –           | 208          | 0,1          |
|                                          | –                           | III. Weg             | –           | –           | 129          | 0,1          |
|                                          | -                           | du.                  | –           | –           | 100          | 0,1          |
|                                          | -                           | LKR                  | –           | –           | 27           | 0,0          |
|                                          | Stephan Wiedenmann          | Die Humanisten       | 416         | 0,2         | 291          | 0,1          |
|                                          | –                           | Team Todenhöfer      | –           | –           | 711          | 0,4          |
|                                          | -                           | UNABHÄNGIGE          | –           | –           | 356          | 0,2          |
|                                          | Andreas Stefan Schmidtell   | Volt                 | 611         | 0,3         | 464          | 0,2          |
| Gesamt                                   | Gesamt                      | Gesamt               | 196.501     | 100         | 196.943      | 100          |
|                                          |                             |                      |             |             |              |              |
| Ungültige Stimmen                        | Ungültige Stimmen           | Ungültige Stimmen    | 1.438       | 0,7         | 996          | 0,5          |
| Wähler                                   | Wähler                      | Wähler               | 197.939     | 78,9        | 197.939      | 78,9         |
| Wahlberechtigte                          | Wahlberechtigte             | Wahlberechtigte      | 250.730     |             | 250.730      |              |
|                                          |                             |                      |             |             |              |              |
| Quellen: Die Bundeswahlleiterin, Stimmen |                             |                      |             |             |              |              |

Kursive Direktkandidaten kandidieren nicht für die Landesliste, kursive Parteien sind nicht Teil der Landesliste.

### Bundestagswahl 2017
Zur Bundestagswahl 2017 am 24. September wurden 9 Direktkandidaten und 21 Landeslisten zugelassen.
| Kandidaten                                            | Kandidaten                     | Parteien/Listen      | Erststimmen | Erststimmen | Zweitstimmen | Zweitstimmen |
| Kandidaten                                            | Kandidaten                     | Parteien/Listen      | Stimmen     | %           | Stimmen      | %            |
| ----------------------------------------------------- | ------------------------------ | -------------------- | ----------- | ----------- | ------------ | ------------ |
|                                                       | Christian Schmidtgewählt im WK | CSU                  | 78.559      | 39,9        | 69.472       | 35,2         |
|                                                       | Carsten Träger                 | SPD                  | 45.055      | 22,9        | 37.089       | 18,8         |
|                                                       | Uwe Kekeritz                   | GRÜNE                | 19.088      | 9,7         | 20.540       | 10,4         |
|                                                       | Franz Martin Fleischer         | FDP                  | 10.618      | 5,4         | 17.545       | 8,9          |
|                                                       | Arno Treiber                   | AfD                  | 20.968      | 10,6        | 23.033       | 11,7         |
|                                                       | Niklas Haupt                   | DIE LINKE            | 13.311      | 6,8         | 15.442       | 7,8          |
|                                                       | Elke Eder                      | FREIE WÄHLER         | 8.619       | 4,4         | 5.169        | 2,6          |
|                                                       | –                              | PIRATEN              | –           | –           | 861          | 0,4          |
|                                                       | –                              | ÖDP                  | –           | –           | 1.258        | 0,6          |
|                                                       | Fatimah Brendecke              | BP                   | 809         | 0,4         | 630          | 0,3          |
|                                                       | –                              | NPD                  | –           | –           | 676          | 0,3          |
|                                                       | –                              | Tierschutzpartei     | –           | –           | 2.110        | 1,1          |
|                                                       | –                              | MLPD                 | –           | –           | 50           | 0,0          |
|                                                       | –                              | Büso                 | –           | –           | 21           | 0,0          |
|                                                       | –                              | BGE                  | –           | –           | 262          | 0,1          |
|                                                       | –                              | DiB                  | –           | –           | 369          | 0,2          |
|                                                       | –                              | DKP                  | –           | –           | 46           | 0,0          |
|                                                       | –                              | DM                   | –           | –           | 334          | 0,2          |
|                                                       | –                              | Die PARTEI           | –           | –           | 1.750        | 0,9          |
|                                                       | –                              | Gesundheitsforschung | –           | –           | 324          | 0,2          |
|                                                       | –                              | V-Partei³            | –           | –           | 363          | 0,2          |
| Gesamt                                                | Gesamt                         | Gesamt               | 197.027     | 100         | 197.344      | 100          |
|                                                       |                                |                      |             |             |              |              |
| Ungültige Stimmen                                     | Ungültige Stimmen              | Ungültige Stimmen    | 1.715       | 0,9         | 1.398        | 0,7          |
| Wähler                                                | Wähler                         | Wähler               | 198.742     | 77,8        | 198.742      | 77,8         |
| Wahlberechtigte                                       | Wahlberechtigte                | Wahlberechtigte      | 255.491     |             | 255.491      |              |
|                                                       |                                |                      |             |             |              |              |
| Quellen: Die Bundeswahlleiterin, Kandidaten – Stimmen |                                |                      |             |             |              |              |

### Bundestagswahl 2013
| Kandidaten                                            | Kandidaten                     | Parteien/Listen     | Erststimmen | Erststimmen | Zweitstimmen | Zweitstimmen |
| Kandidaten                                            | Kandidaten                     | Parteien/Listen     | Stimmen     | %           | Stimmen      | %            |
| ----------------------------------------------------- | ------------------------------ | ------------------- | ----------- | ----------- | ------------ | ------------ |
|                                                       | Christian Schmidtgewählt im WK | CSU                 | 86.997      | 49,2        | 75.595       | 42,8         |
|                                                       | Carsten Träger                 | SPD                 | 47.936      | 27,1        | 44.485       | 25,2         |
|                                                       | Franz Martin Fleischer         | FDP                 | 3.239       | 1,8         | 8.251        | 4,7          |
|                                                       | Uwe Kekeritz                   | GRÜNE               | 14.595      | 8,3         | 16.126       | 9,1          |
|                                                       | Anny Heike                     | DIE LINKE           | 7.524       | 4,3         | 8.816        | 5,0          |
|                                                       | Hilmar Vogel                   | PIRATEN             | 4.792       | 2,7         | 4.148        | 2,3          |
|                                                       | Richard Vahlber                | NPD                 | 2.246       | 1,3         | 1.739        | 1,0          |
|                                                       | –                              | ÖDP                 | –           | –           | 1.374        | 0,8          |
|                                                       | –                              | REP                 | –           | –           | 887          | 0,5          |
|                                                       | –                              | Bündnis 21/RRP      | –           | –           | 78           | 0,0          |
|                                                       | –                              | BP                  | –           | –           | 772          | 0,4          |
|                                                       | –                              | Tierschutzpartei    | –           | –           | 1.338        | 0,8          |
|                                                       | –                              | DIE VIOLETTEN       | –           | –           | 185          | 0,1          |
|                                                       | –                              | BüSo                | –           | –           | 30           | 0,0          |
|                                                       | –                              | MLPD                | –           | –           | 70           | 0,0          |
|                                                       | Werner Wolfgang Thiele         | AfD                 | 5.588       | 3,2         | 7.824        | 4,4          |
|                                                       | –                              | pro Deutschland     | –           | –           | 132          | 0,1          |
|                                                       | –                              | DIE FRAUEN          | –           | –           | 305          | 0,2          |
|                                                       | Joachim Fulde                  | FREIE WÄHLER        | 3.924       | 2,2         | 4.335        | 2,5          |
|                                                       | –                              | PARTEI DER VERNUNFT | –           | –           | 217          | 0,1          |
| Gesamt                                                | Gesamt                         | Gesamt              | 176.841     | 100         | 176.707      | 100          |
|                                                       |                                |                     |             |             |              |              |
| Ungültige Stimmen                                     | Ungültige Stimmen              | Ungültige Stimmen   | 1.370       | 0,8         | 1.504        | 0,8          |
| Wähler                                                | Wähler                         | Wähler              | 178.211     | 70,3        | 178.211      | 70,3         |
| Wahlberechtigte                                       | Wahlberechtigte                | Wahlberechtigte     | 253.603     |             | 253.603      |              |
|                                                       |                                |                     |             |             |              |              |
| Quellen: Die Bundeswahlleiterin, Kandidaten – Stimmen |                                |                     |             |             |              |              |

### Bundestagswahl 2009
| Kandidaten                                          | Kandidaten                     | Parteien/Listen      | Erststimmen | Erststimmen | Zweitstimmen | Zweitstimmen |
| Kandidaten                                          | Kandidaten                     | Parteien/Listen      | Stimmen     | %           | Stimmen      | %            |
| --------------------------------------------------- | ------------------------------ | -------------------- | ----------- | ----------- | ------------ | ------------ |
|                                                     | Christian Schmidtgewählt im WK | CSU                  | 76.897      | 43,3        | 63.392       | 35,6         |
|                                                     | Marlene Rupprecht              | SPD                  | 44.505      | 25,1        | 37.820       | 21,3         |
|                                                     | Agnes Meier                    | FDP                  | 15.361      | 8,7         | 24.978       | 14,0         |
|                                                     | Uwe Kekeritz                   | GRÜNE                | 17.109      | 9,6         | 20.314       | 11,4         |
|                                                     | Anny Heike                     | DIE LINKE            | 13.798      | 7,8         | 14.667       | 8,2          |
|                                                     | Richard Vahlberg               | NPD                  | 3.551       | 2,0         | 2.714        | 1,5          |
|                                                     | –                              | REP                  | –           | –           | 1.251        | 0,7          |
|                                                     | –                              | FAMILIE              | –           | –           | 1.512        | 0,8          |
|                                                     | –                              | BP                   | –           | –           | 492          | 0,3          |
|                                                     | –                              | PBC                  | –           | –           | 393          | 0,2          |
|                                                     | –                              | BüSo                 | –           | –           | 66           | 0,0          |
|                                                     | –                              | MLPD                 | –           | –           | 66           | 0,0          |
|                                                     | –                              | CM                   | –           | –           | 142          | 0,1          |
|                                                     | –                              | DVU                  | –           | –           | 136          | 0,1          |
|                                                     | –                              | DIE VIOLETTEN        | –           | –           | 364          | 0,2          |
|                                                     | –                              | Die Tierschutzpartei | –           | –           | 1.355        | 0,8          |
|                                                     | –                              | ödp                  | –           | –           | 1.610        | 0,9          |
|                                                     | Alexander Wunschik             | PIRATEN              | 4.166       | 2,3         | 5.035        | 2,8          |
|                                                     | –                              | RRP                  | –           | –           | 1.604        | 0,9          |
|                                                     | Bastian Saffer                 | Freie Union          | 2.042       | 1,2         | –            | –            |
| Gesamt                                              | Gesamt                         | Gesamt               | 177.429     | 100         | 177.911      | 100          |
|                                                     |                                |                      |             |             |              |              |
| Ungültige Stimmen                                   | Ungültige Stimmen              | Ungültige Stimmen    | 2.512       | 1,4         | 2.030        | 1,1          |
| Wähler                                              | Wähler                         | Wähler               | 179.941     | 72,1        | 179.941      | 72,1         |
| Wahlberechtigte                                     | Wahlberechtigte                | Wahlberechtigte      | 249.703     |             | 249.703      |              |
|                                                     |                                |                      |             |             |              |              |
| Quellen: Der Bundeswahlleiter, Kandidaten – Stimmen |                                |                      |             |             |              |              |

### Bundestagswahl 2005
| Kandidaten                                          | Kandidaten                          | Parteien/Listen   | Erststimmen | Erststimmen | Zweitstimmen | Zweitstimmen |
| Kandidaten                                          | Kandidaten                          | Parteien/Listen   | Stimmen     | %           | Stimmen      | %            |
| --------------------------------------------------- | ----------------------------------- | ----------------- | ----------- | ----------- | ------------ | ------------ |
|                                                     | Christian Schmidtgewählt im WK      | CSU               | 92.017      | 49,0        | 79.648       | 42,3         |
|                                                     | Marlene Dorothe Henriette Rupprecht | SPD               | 65.014      | 34,6        | 60.544       | 32,1         |
|                                                     | Norbert Schikora                    | GRÜNE             | 10.319      | 5,5         | 15.160       | 8,0          |
|                                                     | Christian Braner                    | FDP               | 7.896       | 4,2         | 16.317       | 8,7          |
|                                                     | –                                   | REP               | –           | –           | 1.617        | 0,9          |
|                                                     | Thomas Franz Händel                 | Die Linke.        | 7.913       | 4,2         | 7.883        | 4,2          |
|                                                     | Matthias Fischer                    | NPD               | 4.580       | 2,4         | 3.374        | 1,8          |
|                                                     | –                                   | PBC               | –           | –           | 784          | 0,4          |
|                                                     | –                                   | BP                | –           | –           | 413          | 0,2          |
|                                                     | –                                   | DIE FRAUEN        | –           | –           | 478          | 0,3          |
|                                                     | –                                   | GRAUE             | –           | –           | 671          | 0,4          |
|                                                     | –                                   | BüSo              | –           | –           | 104          | 0,1          |
|                                                     | –                                   | FAMILIE           | –           | –           | 1.327        | 0,7          |
|                                                     | –                                   | MLPD              | –           | –           | 121          | 0,1          |
| Gesamt                                              | Gesamt                              | Gesamt            | 187.739     | 100         | 188.441      | 100          |
|                                                     |                                     |                   |             |             |              |              |
| Ungültige Stimmen                                   | Ungültige Stimmen                   | Ungültige Stimmen | 3.120       | 1,6         | 2.418        | 1,3          |
| Wähler                                              | Wähler                              | Wähler            | 190.859     | 77,6        | 190.859      | 77,6         |
| Wahlberechtigte                                     | Wahlberechtigte                     | Wahlberechtigte   | 245.961     |             | 245.961      |              |
|                                                     |                                     |                   |             |             |              |              |
| Quellen: Der Bundeswahlleiter, Kandidaten – Stimmen |                                     |                   |             |             |              |              |

### Bundestagswahl 2002
| Kandidaten                                          | Kandidaten                          | Parteien/Listen   | Erststimmen | Erststimmen | Zweitstimmen | Zweitstimmen |
| Kandidaten                                          | Kandidaten                          | Parteien/Listen   | Stimmen     | %           | Stimmen      | %            |
| --------------------------------------------------- | ----------------------------------- | ----------------- | ----------- | ----------- | ------------ | ------------ |
|                                                     | Christian Schmidtgewählt im WK      | CSU               | 103.357     | 53,5        | 98.242       | 50,6         |
|                                                     | Marlene Dorothe Henriette Rupprecht | SPD               | 70.610      | 36,5        | 65.833       | 33,9         |
|                                                     | Lothar Walter Berthold              | GRÜNE             | 9.843       | 5,1         | 14.447       | 7,4          |
|                                                     | Stephan Eichmann                    | FDP               | 7.474       | 3,9         | 9.175        | 4,7          |
|                                                     | –                                   | REP               | –           | –           | 1.513        | 0,8          |
|                                                     | –                                   | ödp               | –           | –           | 502          | 0,3          |
|                                                     | Markus Ralf Alexander Nondorf       | PDS               | 1.976       | 1,0         | 1.447        | 0,7          |
|                                                     | –                                   | BP                | –           | –           | 105          | 0,1          |
|                                                     | –                                   | Tierschutz        | –           | –           | 645          | 0,3          |
|                                                     | –                                   | GRAUE             | –           | –           | 198          | 0,1          |
|                                                     | –                                   | PBC               | –           | –           | 505          | 0,3          |
|                                                     | –                                   | NPD               | –           | –           | 620          | 0,3          |
|                                                     | –                                   | DIE FRAUEN        | –           | –           | 217          | 0,1          |
|                                                     | –                                   | CM                | –           | –           | 101          | 0,1          |
|                                                     | –                                   | BüSo              | –           | –           | 24           | 0,0          |
|                                                     | –                                   | AUFBRUCH          | –           | –           | 97           | 0,0          |
|                                                     | –                                   | Schill            | –           | –           | 496          | 0,3          |
| Gesamt                                              | Gesamt                              | Gesamt            | 193.260     | 100         | 194.167      | 100          |
|                                                     |                                     |                   |             |             |              |              |
| Ungültige Stimmen                                   | Ungültige Stimmen                   | Ungültige Stimmen | 2.363       | 1,2         | 1.456        | 0,7          |
| Wähler                                              | Wähler                              | Wähler            | 195.623     | 81,0        | 195.623      | 81,0         |
| Wahlberechtigte                                     | Wahlberechtigte                     | Wahlberechtigte   | 241.620     |             | 241.620      |              |
|                                                     |                                     |                   |             |             |              |              |
| Quellen: Der Bundeswahlleiter, Kandidaten – Stimmen |                                     |                   |             |             |              |              |

### Bundestagswahl 1998
| Kandidaten                                          | Kandidaten                     | Parteien/Listen     | Erststimmen | Erststimmen | Zweitstimmen | Zweitstimmen |
| Kandidaten                                          | Kandidaten                     | Parteien/Listen     | Stimmen     | %           | Stimmen      | %            |
| --------------------------------------------------- | ------------------------------ | ------------------- | ----------- | ----------- | ------------ | ------------ |
|                                                     | Christian Schmidtgewählt im WK | CSU                 | 87.338      | 46,9        | 77.238       | 41,4         |
|                                                     | Marlene Rupprecht              | SPD                 | 78.509      | 42,1        | 77.551       | 41,5         |
|                                                     | Theresa Marchl                 | FDP                 | 3.679       | 2,0         | 9.299        | 5,0          |
|                                                     | Dietmar Rückert                | GRÜNE               | 8.682       | 4,7         | 10.432       | 5,6          |
|                                                     | –                              | PDS                 | –           | –           | 1.342        | 0,7          |
|                                                     | –                              | APPD                | –           | –           | 128          | 0,1          |
|                                                     | –                              | BP                  | –           | –           | 262          | 0,1          |
|                                                     | –                              | BüSo                | –           | –           | 21           | 0,0          |
|                                                     | –                              | BFB – Die Offensive | –           | –           | 243          | 0,1          |
|                                                     | –                              | Chance 2000         | –           | –           | 99           | 0,1          |
|                                                     | –                              | CM                  | –           | –           | 89           | 0,0          |
|                                                     | –                              | DVU                 | –           | –           | 1.505        | 0,8          |
|                                                     | –                              | GRAUE               | –           | –           | 262          | 0,1          |
|                                                     | Claus-Uwe Alexander Richter    | REP                 | 5.981       | 3,2         | 4.773        | 2,6          |
|                                                     | –                              | DIE FRAUEN          | –           | –           | 129          | 0,1          |
|                                                     | –                              | Pro DM              | –           | –           | 886          | 0,5          |
|                                                     | –                              | MLPD                | –           | –           | 28           | 0,0          |
|                                                     | –                              | Tierschutz          | –           | –           | 573          | 0,3          |
|                                                     | –                              | NPD                 | –           | –           | 249          | 0,1          |
|                                                     | –                              | NATURGESETZ         | –           | –           | 99           | 0,1          |
|                                                     | Mario Kunz                     | ödp                 | 1.453       | 0,8         | 968          | 0,5          |
|                                                     | Johann Gogl                    | PBC                 | 684         | 0,4         | 568          | 0,3          |
| Gesamt                                              | Gesamt                         | Gesamt              | 186.326     | 100         | 186.744      | 100          |
|                                                     |                                |                     |             |             |              |              |
| Ungültige Stimmen                                   | Ungültige Stimmen              | Ungültige Stimmen   | 2.386       | 1,3         | 1.968        | 1,0          |
| Wähler                                              | Wähler                         | Wähler              | 188.712     | 79,9        | 188.712      | 79,9         |
| Wahlberechtigte                                     | Wahlberechtigte                | Wahlberechtigte     | 236.041     |             | 236.041      |              |
|                                                     |                                |                     |             |             |              |              |
| Quellen: Der Bundeswahlleiter, Kandidaten – Stimmen |                                |                     |             |             |              |              |

### Bundestagswahl 1994
| Kandidaten                                                              | Kandidaten                     | Parteien/Listen   | Erststimmen | Erststimmen | Zweitstimmen | Zweitstimmen |
| Kandidaten                                                              | Kandidaten                     | Parteien/Listen   | Stimmen     | %           | Stimmen      | %            |
| ----------------------------------------------------------------------- | ------------------------------ | ----------------- | ----------- | ----------- | ------------ | ------------ |
|                                                                         | Christian Schmidtgewählt im WK | CSU               | 87.943      | 49,7        | 79.682       | 45,0         |
|                                                                         | Marlene Rupprecht              | SPD               | 64.798      | 36,6        | 62.558       | 35,3         |
|                                                                         | Rolf Heinrichs                 | FDP               | 5.678       | 3,2         | 12.481       | 7,0          |
|                                                                         | Andreas Bolz                   | GRÜNE             | 9.156       | 5,2         | 10.919       | 6,2          |
|                                                                         | Brigitte Margarethe Götz       | PDS               | 1.027       | 0,6         | 1.125        | 0,6          |
|                                                                         | –                              | BP                | –           | –           | 498          | 0,3          |
|                                                                         | –                              | Solidarität       | –           | –           | 25           | 0,0          |
|                                                                         | –                              | LIGA              | –           | –           | 69           | 0,0          |
|                                                                         | –                              | CM                | –           | –           | 125          | 0,1          |
|                                                                         | –                              | GRAUE             | –           | –           | 508          | 0,3          |
|                                                                         | –                              | NATURGESETZ       | –           | –           | 130          | 0,1          |
|                                                                         | Werner Rippert                 | REP               | 5.572       | 3,2         | 5.531        | 3,1          |
|                                                                         | –                              | MLPD              | –           | –           | 33           | 0,0          |
|                                                                         | –                              | Tierschutz        | –           | –           | 660          | 0,4          |
|                                                                         | Hildegard Heide Erna Wirth     | ödp               | 2.684       | 1,5         | 2.246        | 1,3          |
|                                                                         | –                              | PBC               | –           | –           | 324          | 0,2          |
|                                                                         | –                              | STATT Partei      | –           | –           | 305          | 0,2          |
| Gesamt                                                                  | Gesamt                         | Gesamt            | 176.858     | 100         | 177.219      | 100          |
|                                                                         |                                |                   |             |             |              |              |
| Ungültige Stimmen                                                       | Ungültige Stimmen              | Ungültige Stimmen | 1.576       | 0,9         | 1.215        | 0,7          |
| Wähler                                                                  | Wähler                         | Wähler            | 178.434     | 77,5        | 178.434      | 77,5         |
| Wahlberechtigte                                                         | Wahlberechtigte                | Wahlberechtigte   | 230.321     |             | 230.321      |              |
|                                                                         |                                |                   |             |             |              |              |
| Quellen: Der Bundeswahlleiter, Stimmen – Der Landeswahlleiter, Ergebnis |                                |                   |             |             |              |              |

## Wahlkreissieger seit 1965
| Wahl | Name              | Partei | Erststimmen |
| ---- | ----------------- | ------ | ----------- |
| 2025 | Tobias Winkler    | CSU    | 37,4 %      |
| 2021 | Tobias Winkler    | CSU    | 33,5 %      |
| 2017 | Christian Schmidt | CSU    | 39,9 %      |
| 2013 | Christian Schmidt | CSU    | 49,2 %      |
| 2009 | Christian Schmidt | CSU    | 43,3 %      |
| 2005 | Christian Schmidt | CSU    | 49,0 %      |
| 2002 | Christian Schmidt | CSU    | 53,5 %      |
| 1998 | Christian Schmidt | CSU    | 46,9 %      |
| 1994 | Christian Schmidt | CSU    | 49,7 %      |
| 1990 | Christian Schmidt | CSU    | 47,9 %      |
| 1987 | Werner Dollinger  | CSU    | 51,5 %      |
| 1983 | Werner Dollinger  | CSU    | 58,0 %      |
| 1980 | Werner Dollinger  | CSU    | 51,6 %      |
| 1976 | Werner Dollinger  | CSU    | 52,1 %      |
| 1972 | Horst Haase       | SPD    | 47,4 %      |
| 1969 | Werner Dollinger  | CSU    | 48,6 %      |
| 1965 | Werner Dollinger  | CSU    | 52,5 %      |

## Wahlkreisgeschichte
| Wahl      | Wahlkreisname | Gebiet |
| --------- | ------------- | --- |
| 1965–1972 | 229 Fürth     | Stadt Fürth, Landkreis Fürth, Landkreis Neustadt an der Aisch, Landkreis Scheinfeld                                                                      |
| 1976–1987 | 229 Fürth     | Stadt Fürth, Landkreis Fürth, Landkreis Neustadt an der Aisch-Bad Windsheim, vom Landkreis Erlangen-Höchstadt die Gemeinden Aurachtal und Herzogenaurach |
| 1990–1998 | 229 Fürth     | Stadt Fürth, Landkreis Fürth, Landkreis Neustadt an der Aisch-Bad Windsheim                                                                              |
| 2002–2005 | 244 Fürth     | Stadt Fürth, Landkreis Fürth, Landkreis Neustadt an der Aisch-Bad Windsheim                                                                              |
| 2009–2017 | 243 Fürth     | Stadt Fürth, Landkreis Fürth, Landkreis Neustadt an der Aisch-Bad Windsheim                                                                              |
| 2021      | 243 Fürth     | Stadt Fürth, Landkreis Fürth, Landkreis Neustadt an der Aisch-Bad Windsheim ohne die Gemeinden Dachsbach, Gerhardshofen und Uehlfeld                     |
| 2025–     | 242 Fürth     | Stadt Fürth, Landkreis Fürth, Landkreis Neustadt an der Aisch-Bad Windsheim ohne die Gemeinden Dachsbach, Gerhardshofen und Uehlfeld                     |